# Вільгельміна Берд
Вільгельміна Берд (англ. Wilhelmina Baird, уроджена Джойс Карстейр Хатчінсон, англ. Joyce Carstairs Hutchinson; нар. 1935, Данфермлін, Файф, Шотландія, Велика Британія) — британська письменниця у жанрі наукової фантастики.

## Біографія
Народилася 1935 року у шотландському місті, але своє дитинство провела в Англії. Зараз живе у Франції.
1961 року почала друкуватись на сторінках британського науково-фантастичного журналу «Нові Світи» (New Worlds), використовуючи псевдонім Кеслін Джеймс. Під псевдонімом Вільгельміна Берд написала чотири романи: «Курс на катастрофу», «КліпДжойнт», «Психоз» та «Хаос приходить знову». У перших двох романах розповідається про кіностудію, яка знімає кіберфільми, третя книга має справу з землянами та прибульцями-завойовниками, а четверта розповідає про телепатичну еволюцію людства, «де реальність є гнучкою, а хаос — нормою».

## Твори
- Crashcourse (1993) — «Курс на катастрофу»;
- Clipjoint (1994) — «КліпДжойнт»;
- Psykosis (1995) — «Психоз»;
- Chaos Come Again (1996) — «Хаос приходить знову».